# Albanisch-türkische Beziehungen
Die albanisch-türkischen Beziehungen (albanisch Marrëdhëniet mes Shqipërisë dhe Turqisë; türkisch Arnavutluk-Türkiye ilişkileri) beschreiben das Verhältnis zwischen Albanien und der Türkei. Zwischen den beiden Staaten bestehen historisch enge kulturelle, politische und wirtschaftliche Verknüpfungen, die bis heute grundsätzlich freundschaftlich sind.
Albanien stand ab dem 14. Jahrhundert unter der Vorherrschaft des Osmanischen Reiches. Nach mehr als vier Jahrhunderten unter osmanischer Herrschaft wurde Albanien schließlich 1912 unabhängig. Als Erbe der osmanischen Zeit sind heute ein großer Teil der Albaner Anhänger des Islams und in der Türkei besteht bis heute eine albanische Minderheit. Während des Kalten Krieges bestand zwischen dem isolierten kommunistischen Albanien und dem NATO-Mitglied Türkei kaum Beziehungen. Nach 1990 wurden die Kontakte deutlich ausgebaut. Beide Länder schlossen ein politisches Bündnis und arbeiten auch im militärischen und sicherheitspolitischen Bereich zusammen. Die Türkei zählt auch zu den wichtigsten Handelspartnern Albaniens und ist einer der größten ausländischen Investoren im Land.
Gemeinsam sind beide Länder unter anderem Teil der NATO, der Organisation für Sicherheit und Zusammenarbeit in Europa, der Union für den Mittelmeerraum, der Organisation für Islamische Zusammenarbeit und der Schwarzmeer-Wirtschaftskooperation. Beide sind auch EU-Beitrittskandidaten.

## Geschichte der albanisch-türkischen Beziehungen

### Osmanisches Albanien
Der osmanische Einfluss in Albanien begann im späten 14. Jahrhundert, und im Jahre 1430 hatten die Osmanen das Land vollständig unterworfen. Der Fürst Gjergj Kastrioti (Skanderbeg) konnte die albanischen Fürsten 1443 in der Liga von Lezha einen. Die Albaner leisteten unter Skanderbeg über Jahrzehnte hartnäckigen Widerstand gegen die Osmanen, wobei sie dabei von der Republik Venedig und dem Papst in Rom unterstützt wurden. Nach Skanderbegs Tod schwächte sich der Widerstand ab und ab 1506 fiel Albanien wieder vollständig unter osmanische Oberherrschaft.
Für die folgenden vier Jahrhunderte blieb Albanien ein Teil des Osmanischen Reiche. Der langjährige osmanische Einfluss zeigt sich neben der Religion auch in der Küche und Architektur des Landes. Während der osmanischen Zeit konvertierten viele Albaner zum Islam. 
Albaner besetzten im Osmanischen Reich zahlreiche bedeutende administrative, politische und militärische Positionen. Die albanische Oberschicht war meist auch in Konstantinopel ansässig. Während der Osmanenherrschaft in Ägypten war ab 1805 eine albanischstämmige Dynastie an der Macht, die eine große lokale Autonomie über Ägypten genoss und das Land umfassend modernisierte. Albaner hatten auch Einfluss auf die kulturelle Entwicklung des Reichs. Beispielsweise war Sami Frashëri (türkisch: Şemseddin Sami) Verfasser der ersten türkischsprachigen Enzyklopädie und mehrerer Wörterbücher.
Mit der Schwächung der osmanischen Position auf dem Balkan nahm in der zweiten Hälfte des 19. Jahrhunderts der albanische Nationalismus zu. 1878 gründeten albanische Intellektuelle die Liga von Prizren, welche eine Vereinigung der vier osmanischen Vilâyets von Janina, Monastir, Shkodra und Kosovo zu einer autonomen Verwaltungseinheit forderte und durch die Förderung der albanischen Kultur und Sprache entscheidend zu einem entstehenden Nationalbewusstsein beitrug. 1881 wurde die Liga von den Osmanen gewaltsam aufgelöst. Obwohl viele Albaner die jungtürkische Reformbewegung unterstützten, revoltierten sie gegen die Regierung der Jungtürken, als diese versuchte, Albanien eine Machtzentralisierung und eine türkische Identität aufzuzwingen. Nach dem Zerfalls des Reichs als Folge des Ersten Balkankriegs und dem Abzug der osmanischen Truppen kam es 1912 zur Unabhängigkeit Albaniens.

### Beziehungen zwischen der jungen Republik Türkei und dem unabhängigen Albanien (1912–1944)
Die modernen Beziehungen Albaniens zur Türkei begannen nach der Erklärung der Unabhängigkeit am 28. November 1912 vom Osmanischen Reich. Die Einsetzung des deutschen Fürsten Wilhelm zu Wied als Monarch des Fürstentums Albanien durch die europäischen Großmächte führte 1914 zu einem Aufstand muslimischer Bauern, die die Wiederherstellung der muslimischen osmanischen Oberherrschaft forderten. Während des Ersten Weltkriegs gab es kaum Kontakte zwischen Albanien und dem Osmanischen Reich.

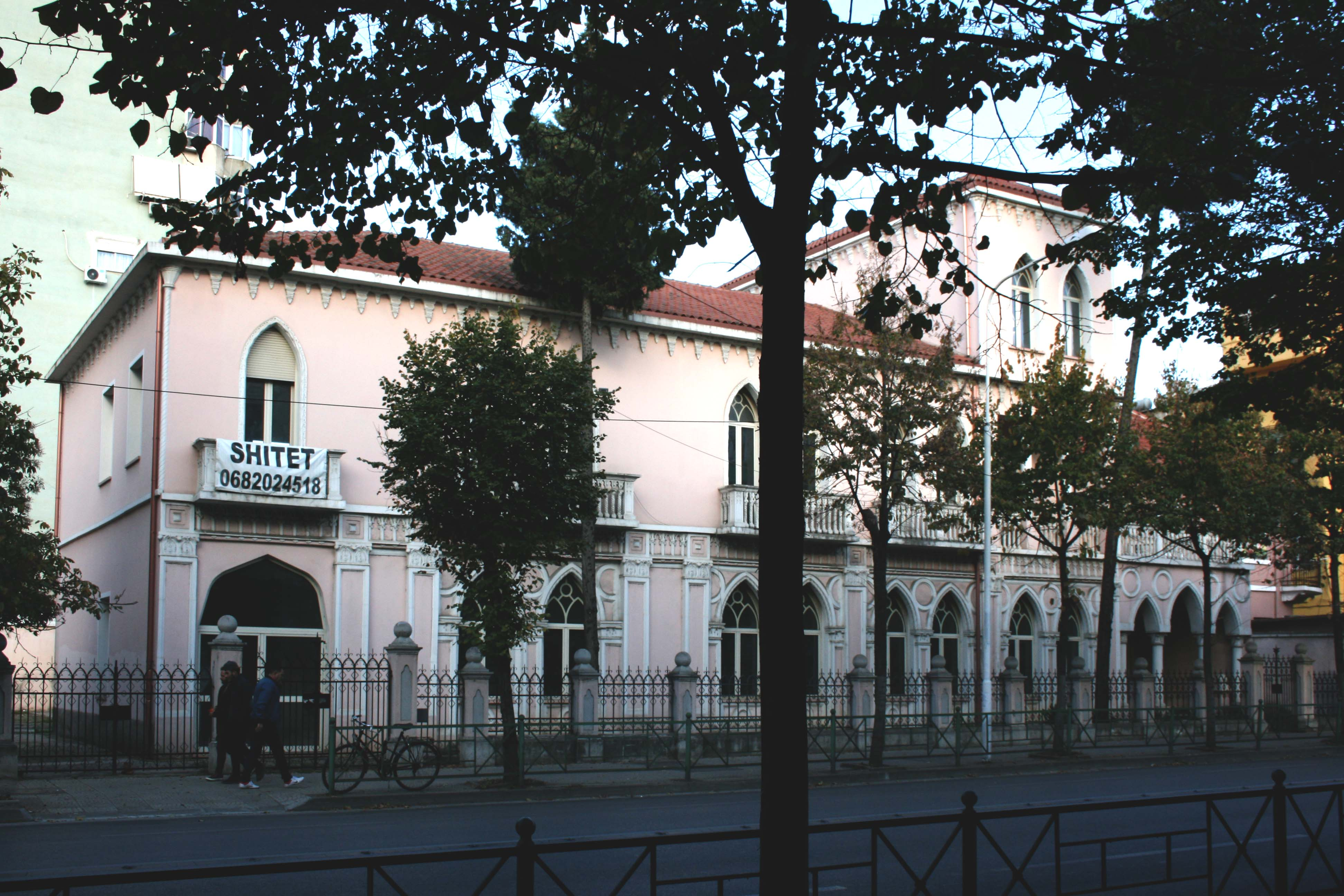
Die 1931 erbaute ehemalige türkische Botschaft in Tirana

1921 erkannte das Osmanische Reich offiziell die Republik Albanien an. Die türkische Nationalbewegung unter Mustafa Kemal Atatürk, die für eine türkische Republik kämpfte, etablierte über ehemalige osmanisch-albanische Beamte Kontakte zu albanischen Vertretern. Damit schufen sie die Grundlage für die albanischen Beziehungen zu der 1923 gegründeten Republik Türkei. Ab 1923 wurden verschiedene Abkommen unterzeichnet, wie zum Beispiel der Freundschaftsvertrag, der die Richtlinien für die politischen und staatlichen Beziehungen zwischen beiden Ländern festlegte. Ein beidseitiges Staatsbürgerschaftsabkommen (1923) enthielt Bestimmungen zum Schutz der Eigentums- und Staatsbürgerschaftsrechte türkischer Staatsbürger in Albanien und albanischer Staatsangehöriger in der Türkei, während Ankara aufgrund des Lausanner Vertrags diese Protokolle in Bezug auf christliche Albaner nicht einhielt. Albanien versuchte erfolglos, Ankara davon zu überzeugen, orthodoxe Albaner, die von der türkischen Regierung als „Griechen“ angesehen wurden, vom Bevölkerungsaustausch mit Griechenland auszunehmen und ihr Eigentum und Vermögen in der Türkei zu schützen.
1929 setzte Ministerpräsident Ahmet Zog die Republik aus und sich selbst als König der Albaner ein. Das neue Regime wurde von den meisten Ländern anerkannt, während der republikanische Führer der Türkei, Atatürk, die Anerkennung wegen Republikanismus ablehnte. Die Beziehungen wurden daraufhin abgebrochen und erst 1933 wieder aufgenommen. 1936 heiratete eine Schwester von Ahmet Zog einen Sohn des ehemaligen osmanischen Sultans Abdul Hamid II. Die bilateralen Beziehungen gerieten erneut in eine Krise, nachdem die Türkei ihren Unmut über dieses Ereignis durch die Abberufung ihres Botschafters zum Ausdruck gebracht hatte und Albanien seine Botschaft in Ankara unter Berufung auf Haushaltsprobleme geschlossen hatte. Mit der italienischen und später deutschen Besetzung Albaniens während des Zweiten Weltkriegs blieb die türkische Botschaft geschlossen, während das Konsulat in Vlora bis 1944 geöffnet blieb, als Enver Hoxha, der kommunistische albanische Führer (1944–1985), es schließen ließ.

### Kalter Krieg (1945–1989)
Die Sozialistische Volksrepublik Albanien orientierte sich stark an kommunistischen Partnerländern, nacheinander an Jugoslawien, der Sowjetunion und dem Ostblock sowie an China.
Die türkische Botschaft in Albanien wurde 1958 wiedereröffnet, aber die staatlichen Beziehungen zwischen beiden Ländern blieben begrenzt. Die kommunistische albanische Regierung distanzierte sich von Ankara, da sie dem NATO-Mitglied Türkei und ehemaligem Besatzer misstraute. Tirana befürchtete, dass die Türkei das Regime stürzen oder es durch die Verbreitung westlicher wirtschaftlicher und kultureller Einflüsse in Albanien untergraben könnte. Die albanischen Kommunisten hatten auch jegliche Religionsausübung verboten.
Albaniens isolierte Position in Europa und auf dem Balkan während des Kalten Krieges sowie territoriale Streitigkeiten mit Griechenland veranlassten das Land dazu, in der UNO in der Zypernfrage in den 1960er Jahren die türkische Position zu unterstützen, in der Hoffnung, von der Türkei anerkannt zu werden. Die Beziehungen verbesserten sich daraufhin, und in den 1970er Jahren wurden einige Wirtschaftsabkommen unterzeichnet. Mit der Intensivierung der Beziehungen zur Türkei versuchte Albanien auch seine Position gegenüber den größeren Nachbarstaaten Griechenland und Jugoslawien zu stärken.

### Nach 1990
Der Zusammenbruch des Kommunismus in Albanien führte zu einer Vertiefung der zwischenstaatlichen Beziehungen und der Zusammenarbeit mit der Türkei auf wirtschaftlichem, politischem und vor allem militärischem Gebiet. Die Türkei versuchte auf dem Balkan über eine enge Partnerschaft mit Albanien an Einfluss zu gewinnen, was auch von den NATO-Partnern der Türkei unterstützt wurde. Am 29. Juli 1992 wurde ein albanisch-türkisches Abkommen über militärische Zusammenarbeit unterzeichnet. Neben gemeinsamer militärischer Kooperation beinhaltete das Abkommen auch den Wiederaufbau der albanischen Marinebasis Pashaliman in der Bucht von Vlora an der Adria durch die Türken, die im Gegenzug Zugangs- und Nutzungsrechte erhielten. Während der Unruhen in Albanien im Jahr 1997 beteiligte sich die Türkei zusammen mit anderen Ländern an der Operation Alba, indem sie eine Brigade von 800 türkischen Soldaten zur Wiederherstellung der Ordnung bereitstellte. Während der Jugoslawienkriege (1991–1999) und besonders während des Kosovokriegs (1998–1999) mit NATO-Einsatz vertraten beide Länder gemeinsame Positionen. Die Türkei war ein starker Unterstützer der Unabhängigkeit des mehrheitlich von Albanern bewohnten Kosovos.
Die Türkei verstand sich ab den 1990er Jahren immer mehr zur Schutzmacht über die Muslime auf dem Balkan und nahm auch stark Einfluss auf die Muslime in Albanien. Ankara versuchte über Jahrzehnte, stark auf dem Balkan Einfluss zu nehmen. Dazu gehörten neben der Errichtung und Renovation von Moscheen auch Infrastrukturprojekte, Engagement im Bildungsbereich und die Verbesserung der medizinischen Versorgung.
Unter der Regierungszeit von Recep Tayyip Erdoğan in der Türkei ab 2003 wurden die engen wirtschaftlichen und politischen Beziehungen weitergeführt. Im Jahr 2009 trat Albanien der NATO bei, was von der Türkei unterstützt wurde. Im selben Jahr wurde zwischen Albanien und der Türkei die Visumfreiheit eingeführt. Für eine Belastung der starken Beziehungen zwischen beiden Ländern sorgte in den 2010er-Jahren die Weigerung Albaniens, gegen die Gülen-Bewegung vorzugehen, die von der Erdoğan-Regierung zu Staatsfeinden erklärt worden war. Auch gab es Meinungsverschiedenheit über die diplomatische Anerkennung Palästinas.
Unter dem 2013 ins Amt gekommenen albanischen Ministerpräsidenten Edi Rama wurden die Beziehungen zur Türkei weiter vertieft. Am 6. Januar 2021 unterzeichneten Premierminister Rama und Präsident Erdoğan ein Abkommen zur Einrichtung eines Hohen Rats für strategische Zusammenarbeit und zur Aufwertung der Beziehungen beider Staaten zu einer strategischen Partnerschaft. Die Gründung der Fluggesellschaft Air Albania ging auf Vereinbarungen zwischen Erdoğan und Rama zurück.

## Kulturbeziehungen

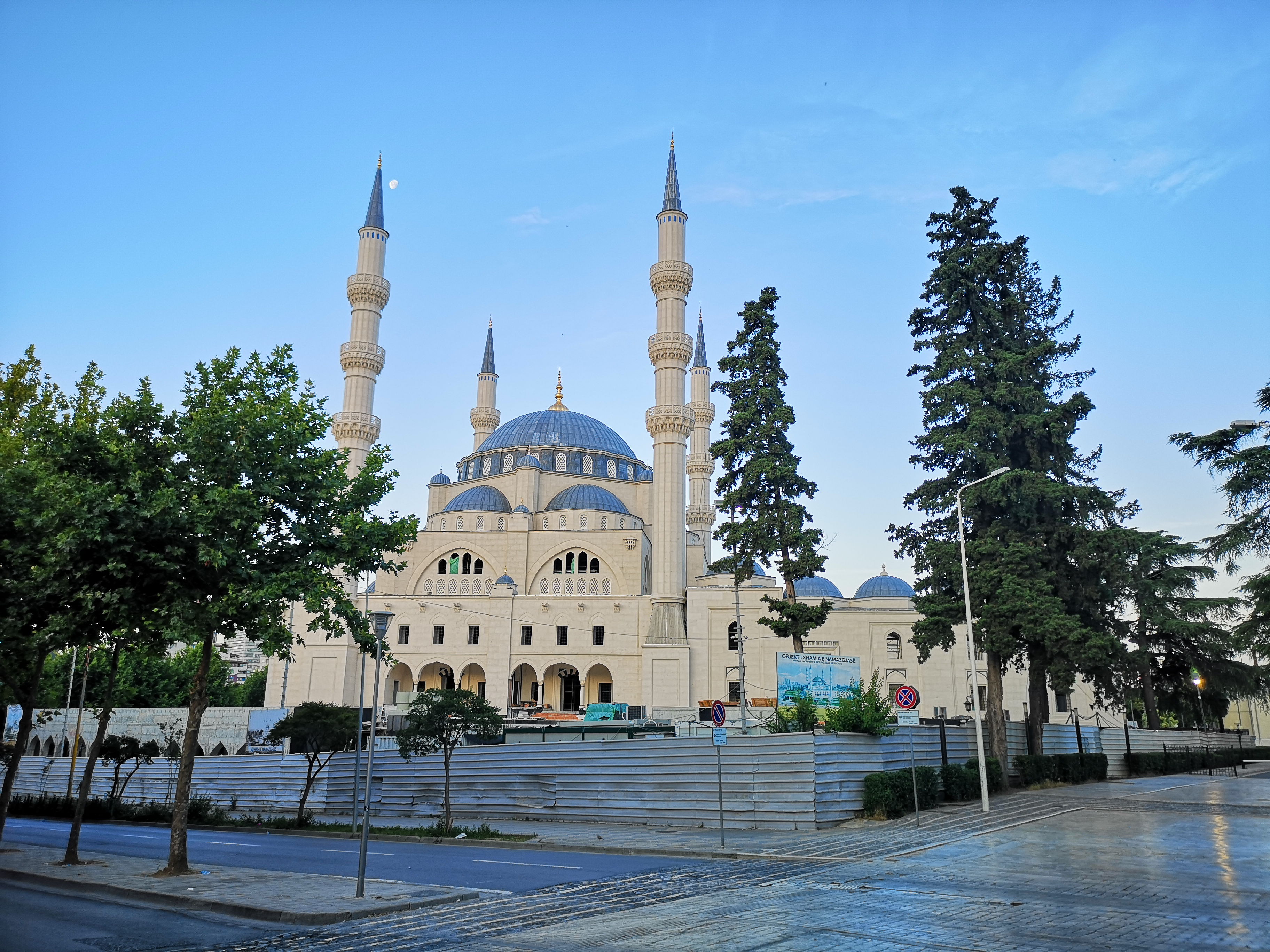
Große Moschee von Tirana im Bau (2020)

Aufgrund der langen gemeinsamen Geschichte bestehen enge Kulturbeziehungen zwischen beiden Ländern. Die türkische Gülen-Bewegung, die auf den islamischen Werten des Predigers Fethullah Gülen basiert, ist seit 1992 in Albanien präsent und betreibt in Albanien mehrere Schulen. Im April 2011 wurde in Tirana die Bedër-Universität eröffnet, die der Gülen-Bewegung nahe stand. Mit der Hilfe von Stipendien studieren zahlreiche Albaner in der Türkei. Im Januar 2021 unterzeichneten die Bildungsminister beider Länder ein Abkommen, wonach Albanisch in türkischen Schulen und Türkisch in albanischen Schulen als Wahlfach unterrichtet wird, das jeder Schüler belegen kann.
Die wichtigste staatliche türkische muslimische Organisation Diyanet hat mit albanischen Behörden und Organisationen zusammengearbeitet, um Studenten und Imame zu unterstützen und ihnen die Möglichkeit zu geben, islamische Theologie in der Türkei zu studieren. Diyanet war auch am Bau der Großen Moschee von Tirana beteiligt und die Türkisches Präsidium für Internationale Kooperation und Koordination finanzierte die Renovierung von altem osmanischen Kulturerbe in Albanien, darunter Moscheen.
In Albanien ist es allerdings auch zu Befürchtungen gekommen, dass der große Einfluss der Türkei eine neo-osmanische „Gefahr“ darstellt, was besonders für nicht-muslimische Bevölkerungsgruppen gilt. Ein Teil der Bevölkerung ist dagegen, dass die Türkei in Albanien Moscheen baut oder ihren politischen Einfluss geltend macht. In der katholischen Mirdita kam es 2017 zu gewaltsamen Protesten, weil auf dem Staudamm des Qafë-Molla-Stausees eine meterhohe türkische Fahne aufgezeichnet worden war. Laut einer Gallup-Umfrage aus dem Jahr 2010 wurde die Türkei von einer großen Mehrheit (73 Prozent) der Menschen in Albanien als befreundetes Land angesehen.
In der Türkei lebt eine bedeutende albanische Minderheit. Die albanische Diaspora in der Türkei entstand während der osmanischen Ära und in den ersten Jahren der türkischen Republik durch Migration aus wirtschaftlichen Gründen. Später kamen weitere Zuwanderer aus verschiedenen Balkanländern – insbesondere Kosovo – dazu, die während der Balkankriege, der Weltkriege und des Kommunismus wegen Diskriminierung und Gewalt flüchteten. Mehrere Millionen Türken sollen albanischer Abstammung sein, auch wenn viele von ihnen vollständig turkifiziert sind und das Albanische nicht mehr beherrschen.

## Wirtschaftsbeziehungen

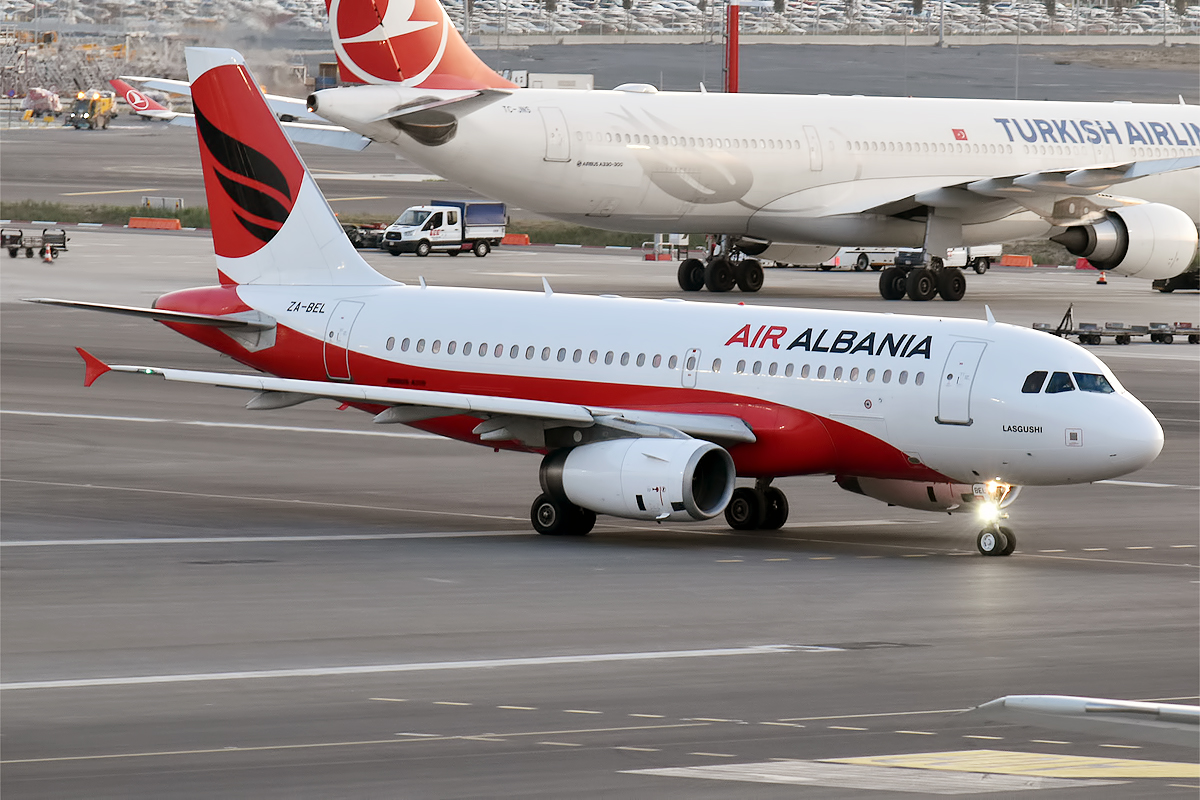
Flieger des albanisch-türkischen Konsortiums Air Albania auf dem Flughafen Istanbul

Die Türkei gab Albanien erhebliche finanzielle Hilfe, lieferte Energie und unterstützte Albanien in den 1990er Jahren beim Übergang zur Marktwirtschaft. In Albanien sind zahlreiche türkische Unternehmen aktiv, die unter anderem zahlreiche bedeutende Infrastrukturprojekte verwirklicht haben. Weitere türkische Investitionen flossen in Wirtschaftssektoren wie Energie und Ressourcen, Banken, das verarbeitende Gewerbe und Telekommunikation, wobei die Türkei zu den drei größten Investoren in Albanien gehört. Die Türkei ist auch der zweitgrößte Warenlieferant Albaniens nach Italien. 12 % der Importe Albaniens kamen 2022 aus der Türkei.
Die Fluggesellschaft Air Albania ist ein albanisch-türkisches Gemeinschaftsprojekt. Turkish Airlines hält knapp die Hälfte der Anteile an Air Albania. Auch am umstrittenen Bau des Flughafens Vlora sind türkische Investoren beteiligt.

## Militärische Beziehungen

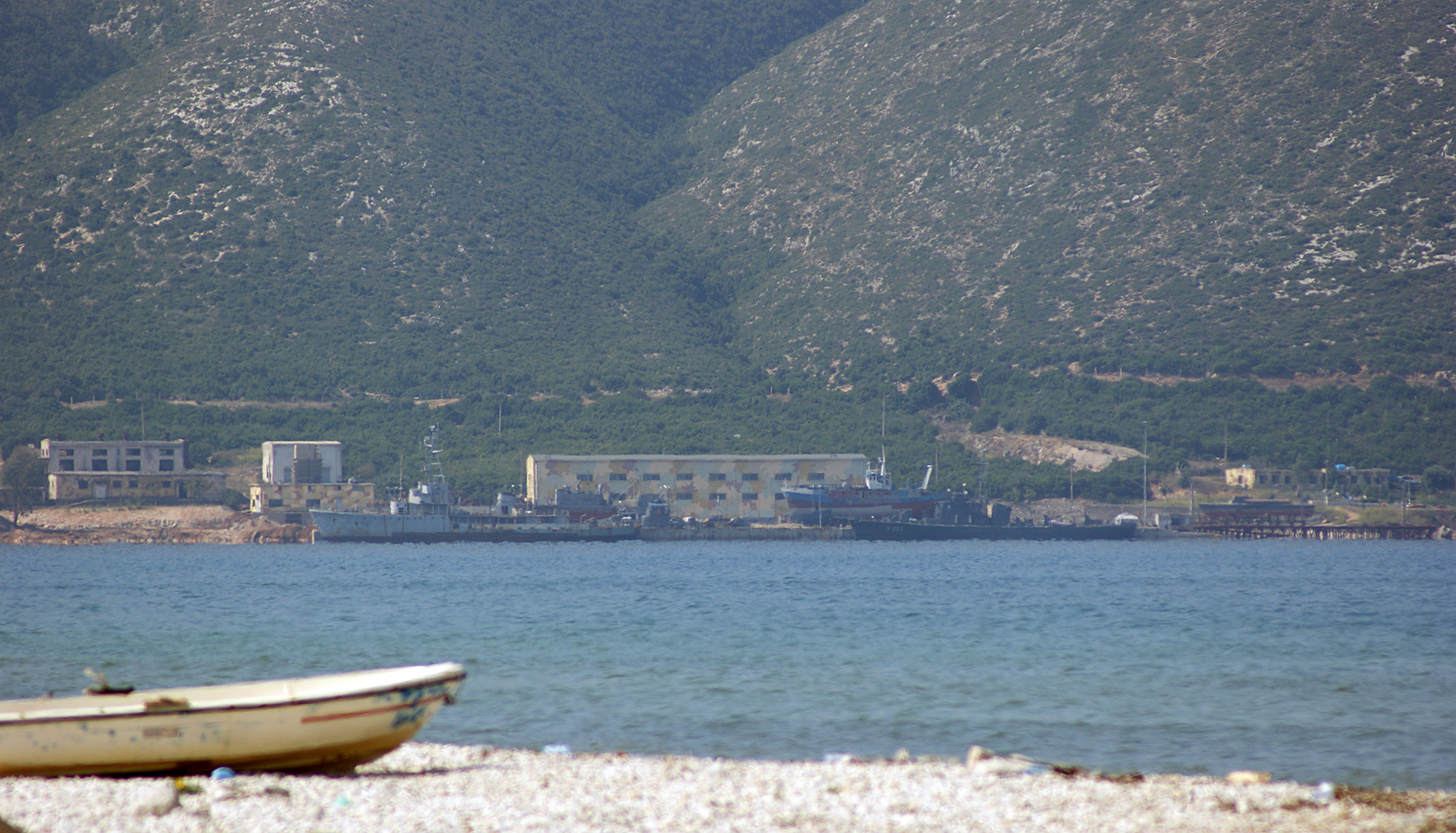
Marinebasis Pashaliman

Albanien ist ein enger sicherheitspolitischer Verbündeter der Türkei. Die beiden Länder kooperieren militärisch eng. 1992 unterzeichneten beide Staaten ein Militärbündnis. Dazu gehörten die Aus- und Weiterbildung von Personal, die bilaterale Zusammenarbeit bei der Waffenproduktion, gemeinsame Militärübungen, der Austausch militärischer Delegationen und gemeinsame Kommissionen. Albanien und die Türkei haben vor der albanischen Küste gemeinsame Marineübungen durchgeführt, und die Türkei hat Militärhilfen an die Albanischen Streitkräfte gezahlt.
In den 1990er Jahren sorgten die türkischen Stützpunkte in Albanien nahe der Grenze zu Griechenland für Besorgnis, das sie der Türkei ermöglichen würden, das Land einzukreisen, was als Bedrohung angesehen wurde. Das Militärbündnis zwischen der Türkei und Albanien in den 1990er Jahren richtete sich auch gegen Serbien für den Fall, dass sich ein Krieg um den Kosovo regional ausbreiten sollte.
Im Juli 2021 nahm Albanien an einer von der Türkei organisierten Militärübung teil, an der auch Katar, Pakistan, Usbekistan, Kasachstan und Aserbaidschan teilnahmen. 2022 erwarb Albanien mehrere türkische Drohnen vom Typ Bayraktar TB2.